# Vladimir Globočnik
Vladimir Globočnik pl. Sorodolski, slovenski pravnik, upravni uradnik  * 19. november 1860, Čakovec, Avstrijsko cesarstvo, † 27. marec 1939, Dunaj.
Rodil se je v družini Antona Globočnika. Poenostavil in reorganiziral je avstrijski davčni kataster. Leta 1910 je na finančnem ministrstvu postal generalni direktor službe za odmero davka na osnovi zemljiškega katastra.